# Perfecto Yasay junior

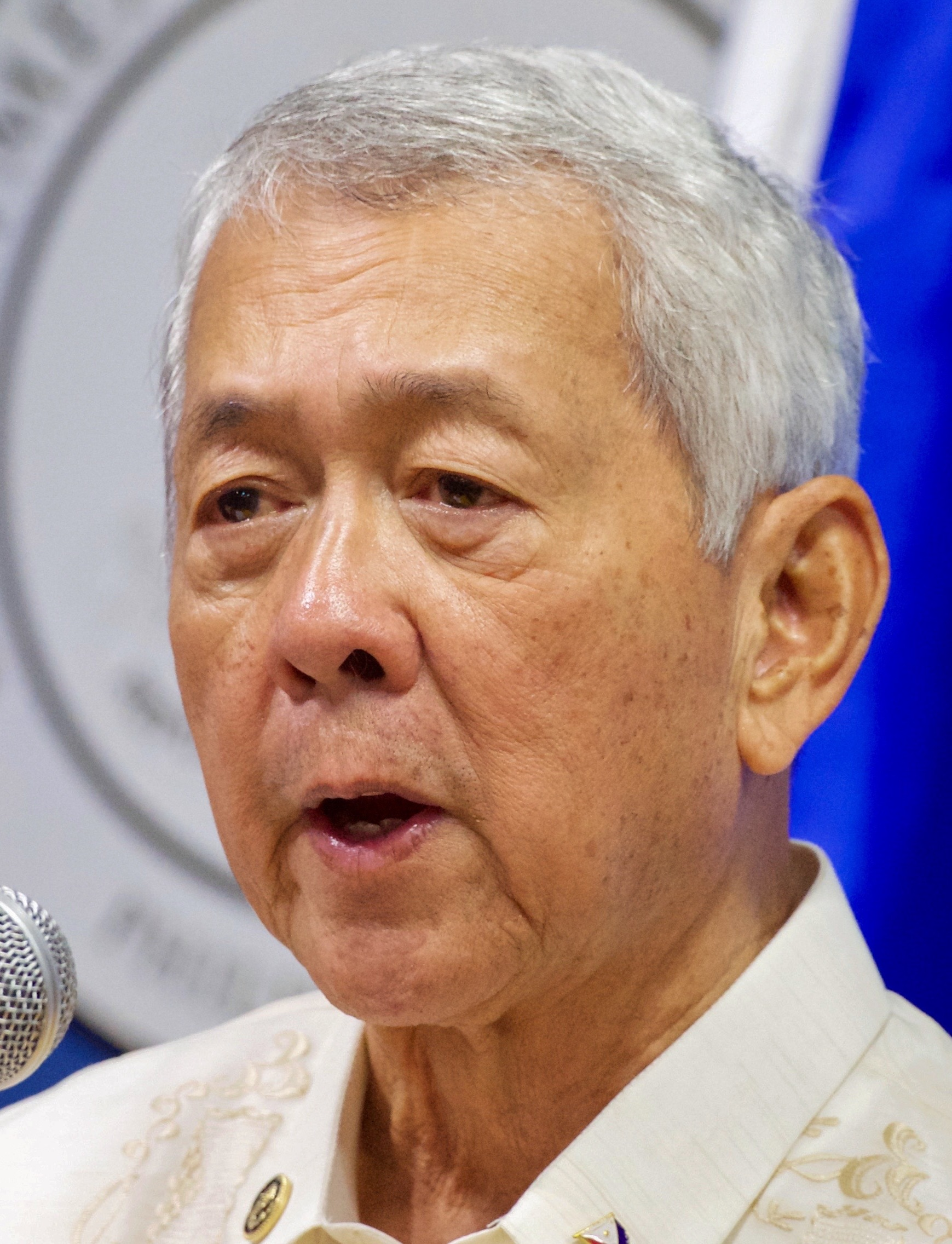
Perfecto Yasay, Jr. (2016)

Perfecto „Jun“ Rivas Yasay, Jr. (* 27. Januar 1947 in Kidapawan, Provinz Cotabato, Philippinen; † 12. Juni 2020 in San Juan, Metro Manila, Philippinen) war ein philippinischer Politiker, der unter anderem von 1995 bis 1998 Vorsitzender der Securities and Exchange Commission (SEC) war und dessen Aussagen zu Korruptionsvorwürfen gegen Präsident Joseph Estrada zu dessen Rücktritt 2001 beitrugen. Ferner war er bei der Präsidentschaftswahl 2010 Kandidat für das Amt des Vizepräsidenten sowie zwischen 2016 und 2017 kommissarischer Außenminister im Kabinett Duterte.

## Leben

### Studium und Rechtsanwalt
Perfecto „Jun“ Rivas Yasay, Jr., Sohn des Pastors Perfecto Yasay Sr. und der Lehrerin Deborah Rivas, begann nach dem Besuch der Davao City High School 1963 ein Studium der Politikwissenschaften an der Central Philippine University in der Iloilo City, das er 1967 mit einem Bachelor of Arts (B.A. Political Science) beendete. Er absolvierte zudem ein Studium der Rechtswissenschaften an der Universität der Philippinen, welches er mit einem Bachelor of Laws (LL.B.) abschloss. Er erhielt eine anwaltliche Zulassung als Rechtsanwalt der Anwaltskammer des Bundesstaates New York (New York State Bar) sowie beim Obersten Gerichtshof der Vereinigten Staaten, dem US Supreme Court. Während seiner anwaltlichen Tätigkeit in New York City war er von 1979 bis 1990 Seniorpartner der Anwaltskanzleien Maceda, Yasay & Tolentino, Esqs. und Yasay & De Castro, Esqs. Zugleich fungierte er zwischen 1983 und 1987 auch als Geschäftsführender Direktor der dortigen Maceda Philippine News sowie von 1987 bis 1993 als Geschäftsführer der Anwaltskanzlei Yasay & Santos Law Offices in San Juan.

### SEC-Vorsitzender und Korruptionsvorwürfe gegen Präsident Estrada

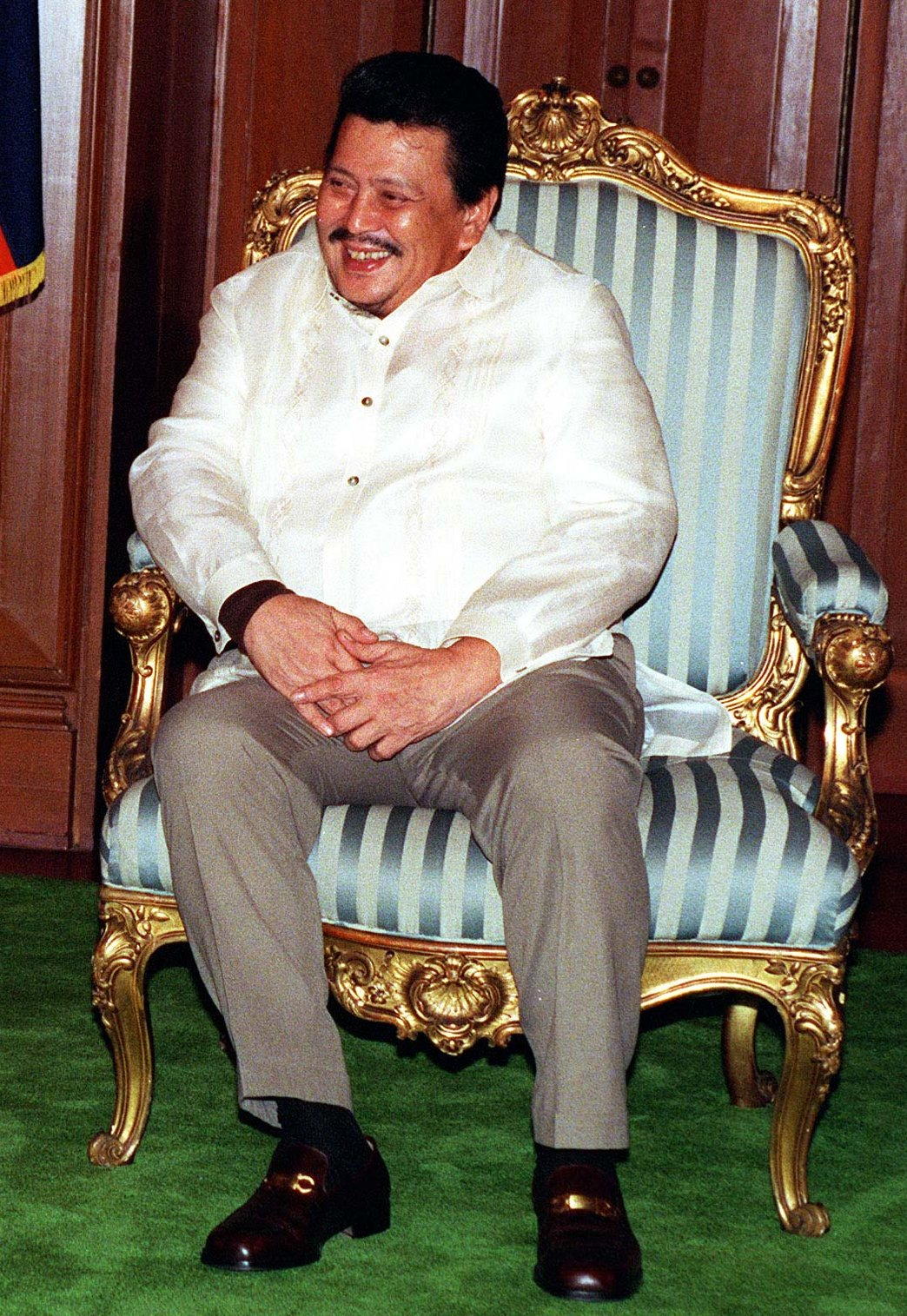
Yasays Aussagen zu Korruptionsvorwürfen gegen Präsident Joseph Estrada trugen zu dessen Rücktritt 2001 bei.

Im Oktober 1995 wurde Yasay von Präsident Fidel Ramos als Nachfolger von Manuel G. Abello für eine neunjährige Amtszeit zum Vorsitzenden der Securities and Exchange Commission (SEC) berufen. Die SEC ist als Aufsichtsbehörde für börsennotierte Unternehmen beauftragt.
Einen Monat nach Amtsantritt Joseph Estrada, dem Nachfolger von Ramos als Präsident, wurde Yasay Ende Juli 1998 aufgrund einer angeblichen Korruption in Bezug auf seine Weigerung, einen Mietvertrag zwischen der SEC und einem privaten Unternehmen zu verlängern, von seinem Amt suspendiert. Ein paar Wochen nach seiner Suspendierung wurde die Übernahme des Telekommunikationsdienstleisters PLDT durch Metro Pacific Investments, die philippinische Tochtergesellschaft des Investmentmanagementunternehmens First Pacific, weit verbreitet. Warum Estrada auf der Seite von First Pacific stand und wie die Transaktion vollzogen wurde, wurde später von Yasay enthüllt. Im Mittelpunkt der Enthüllung stand die Rückkehr zum Monopolstatus. Yasays Einwand gegen die Transaktion war jedoch die Geheimhaltung, die die Transaktion umgab, was einen direkten Verstoß gegen die vollständige Offenlegungsrichtlinie der SEC darstellt. Der Aktienerwerb wurde erst im Nachhinein bekannt gegeben. Wie viele Aktien, zu welchem Preis und von wem die Aktien gekauft wurden, wurde nicht bekannt gegeben.
Yasay gab in einem Interview am 8. März 2001 bekannt, dass die amtierende SEC-Vorsitzende Fe Gloria, als er suspendiert war, nichts unternommen hatte, um die Angelegenheit zu untersuchen. Er erklärte, dass dies daran lag, dass Frau Gloria eine Freundin und Kommilitonin während des Jurastudiums von Estradas-Exekutivsekretär (Executive Secretary) Ronaldo Zamora war. Yasay behauptete dies auf der Grundlage von Rohdaten, die er erhalten hatte, die er jedoch aufgrund der Intervention des Präsidenten nicht überprüfen konnte. Der Gesamtbestechungsbetrag betrug drei Milliarden Pesos (₱), wobei Estrada angeblich zwei Milliarden ₱ einsteckte und Mark Jimenez, ehemaliger Besitzer von The Manila Times und zwielichtiger Geschäftsmann, und andere sich eine Milliarde ₱ teilten. Aufgrund von dessen Rolle bei der Vermittlung der Transaktion bezeichnete Estrada Mark Jimenez als „Unternehmensgenie“ und ernannte ihn zum Sonderberater für Wirtschaftsangelegenheiten für Lateinamerika. Die Aussage von ihm trug zum Rücktritt von Präsident Estrada am 20. Januar 2001 nach Massenprotesten, der sogenannten EDSA-II-Revolution, bei.

### Kandidatur als Vizepräsident und Außenminister

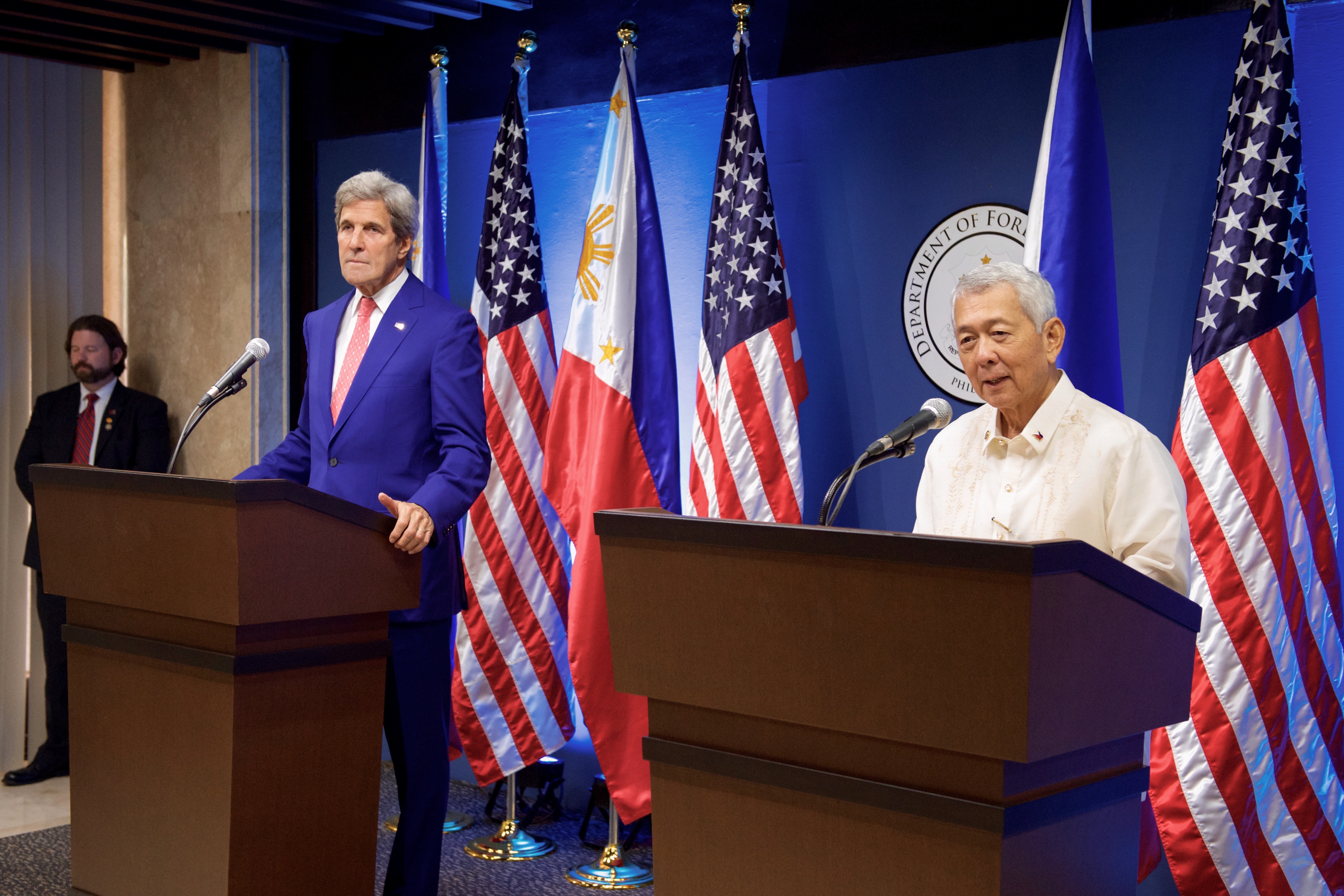
Yasay mit US-Außenminister John Kerry bei einer Pressekonferenz (26. Juli 2016)

Bei der Präsidentschaftswahl am 10. Mai 2010 kandidierte Jun Yasay als Running Mate des Präsidentschaftskandidat Eddie Villanueva für die Bangon Pilipinas Party (BPP) für das Amt des Vizepräsidenten. Während Villanueva mit 1.125.878 Stimmen (3,12 Prozent) den fünften Platz unter neun Kandidaten belegte, wurde Yasay mit 364.652 Stimmen (1,04 Prozent) lediglich Sechster unter achten Bewerbern.
Nach dem Sieg von Rodrigo Duterte bei der Präsidentschaftswahl am 9. Mai 2016 wurde Perfecto Yasay am 31. Mai 2016 von Präsident Duterte zum kommissarischen Außenminister (Secretary of Foreign Affairs ad interim) in dessen Kabinett berufen, das am 30. Juni 2016 vereidigt wurde. In das Kabinett wurden zudem Delfin Lorenzana als Verteidigungsminister, Ismael Sueno als Innenminister und Carlos Dominguez III als Finanzminister berufen. Am 8. März 2017 lehnte die Ernennungskommission (Commission on Appointments) des Kongresses die Ernennung von Perfecto Yasay Jr. zum Außenminister ab und entlässt ihn faktisch. Am 9. März ernannte Präsident Duterte daraufhin Enrique Manalo zum kommissarischen Außenminister. Die Ablehnung der Ernennung erfolgte aufgrund von Fragen zu seinem philippinischen Staatsbürgerschaftsstatus nach einer Zeit der US-Staatsbürgerschaft durch die Ernennungskommission mit 15 Stimmen einstimmig. Bei der Befragung während der Bestätigungsanhörung bestand Yasay darauf, dass er nicht beabsichtigte, die Parlamentarische Kommission, die seine Qualifikation überprüfte, in die Irre zu führen, als er nach seiner angeblichen US-amerikanischen und philippinischen Staatsbürgerschaft gefragt wurde.
Yasay engagierte sich als Vorsitzender des Stiftungsrates der Philippine Christian University (PCU) sowie der Central Philippine University (CPU). Aus seiner Ehe mit Cecile Joaquin, einer ehemaligen Exekutivdirektorin der Bevölkerungskommission (Population Commission), gingen drei Kinder hervor.